# عنيبة (النوبة)

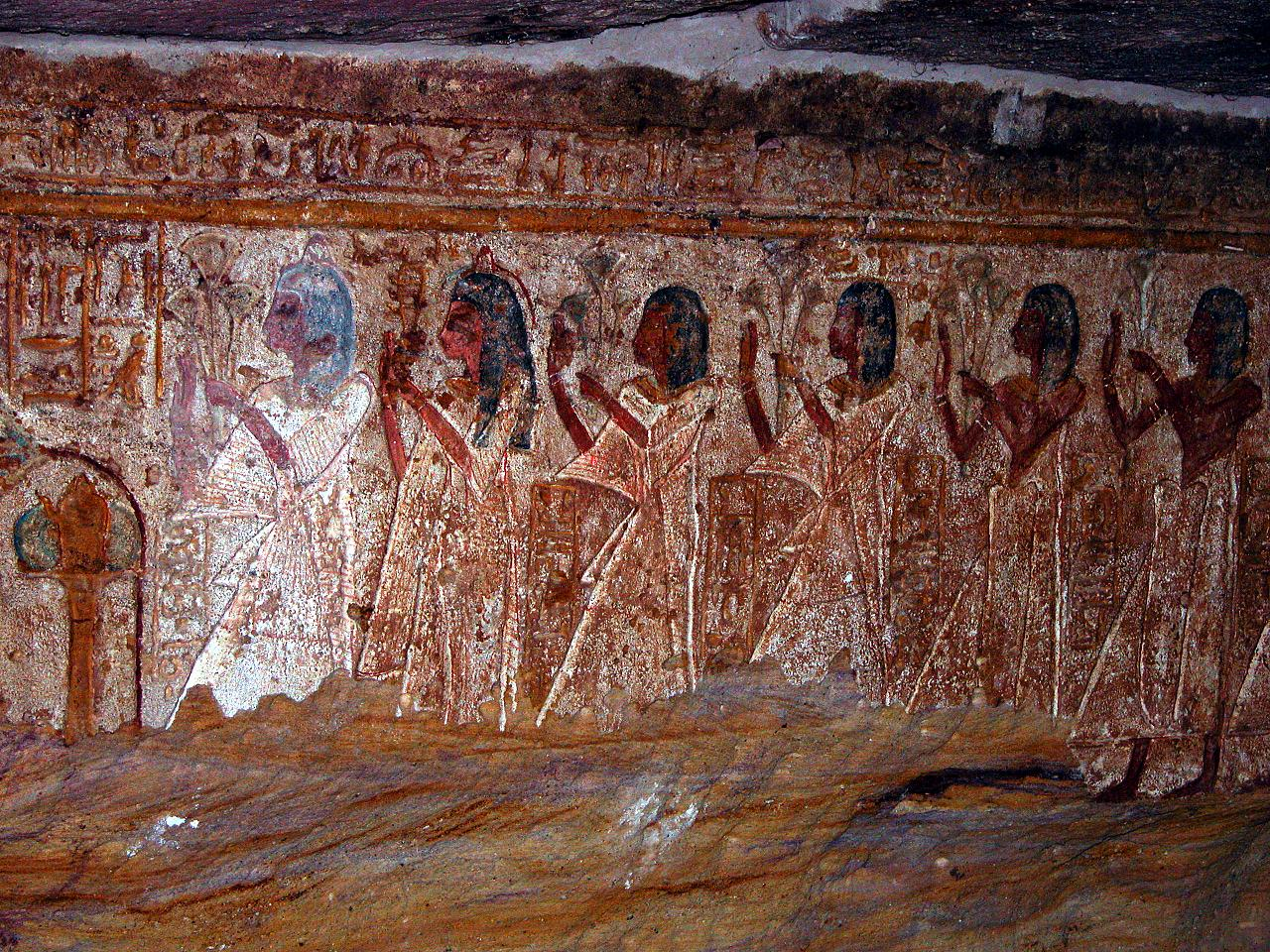

كانت عنيبة قرية في النوبة على بعد 230 كم جنوب أسوان تحيط بها بحيرة ناصر. قديماً كانت بلدة مهمة ويطلق عليها اسم ميام . كانت المنطقة المحيطة بالعنيبة من أكثر المناطق خصوبة في النوبة السفلى.
يعود تاريخ أقدم البقايا في عنيبة إلى حوالي 3000 سنة قبل الميلاد وتنتمي إلى حضارة المجموعة ( أ) حيث تم العثور على عدد قليل من مقابرهم. في المملكة المصرية الوسطى (حوالي 2000 إلى 1700 سنة قبل الميلاد) كانت تحكم من قبل المصريين وفي عهد الأسرة المصرية الثانية عشر تم بناء حصن يضم بلدة صغيرة. بداية المملكة المصرية الحديثة (حوالي 1550 سنة قبل الميلاد) حيث توسعت المدينة وكان حجمها حوالي 200 × 400 م، مع وجود سور وبوابات. خلال عهد الدولة الحديثة نمت المدينة وكان لها عدة ضواحي. داخل المدينة كان يوجد «معبد حورس» في ميام . عند التنقيب، تم الحفاظ بشكل سيئ ولكنها قد تكون أساسًا للمملكة المصرية الوسطى. لا تزال هناك قرية نوبية تنتمي إلى حضارة المجموعة (ج) شمال البلدة.
حول المدينة كانت توجد مقابر ضخمة بعضها يخص النوبيين ، بينما أقيمت قبور أخرى على الطراز المصري البحت، ومن غير المعروف على وجه اليقين ما إذا كان الناس الذين دفنوا هنا كانوا من النوبيين الذين تبنوا الثقافة المصرية أم أنهم مصريين. ينتمي قبر واحد بسيط إلى حد ما لنائب الملك في كوش بينهيسي ، وهو شخص مهم معروف أيضًا من مصادر أخرى، حتى أن هناك قبرًا يعود إلى نائب النوبة السفلى بينوت منحوتًا في الصخر، وكان مقر مكتبه الأخير في عنيبة على الأرجح.